# Daar gaat ze
Daar gaat ze is een nummer van de Vlaamse band Clouseau. Het is de tweede single van hun debuutalbum Hoezo? van oktober 1989. In januari 1990 werd het nummer op single uitgebracht.

## Achtergrond
De single werd in het Nederlandse taalgebied een grote hit en is een van de bekendste nummers van Clouseau. In thuisland België bereikte de plaat de nummer 1-positie in zowel de voorloper van de Vlaamse Ultratop 50 als de Vlaamse Radio 2 Top 30.
Ook in Nederland werd de plaat veel gedraaid op de landelijke radiozenders en een gigantische hit in de twee hitlijsten van destijds. De single bereikte de 2e positie in zowel de Nederlandse Top 40 als de Nationale Top 100. Door Sinéad O'Connors Nothing Compares 2 U werd de plaat in beide hitlijsten op Radio 3 van de eerste positie afgehouden.

## Covers
In 2016 bracht feestact Snollebollekes een lied uit met dezelfde titel, waarin het originele lied bewerkt werd tot een carnavalskraker.
In 2019 verscheen een andere nieuwe versie van het nummer, gemaakt door het Belgische dj-duo Dimitri Vegas & Like Mike en de Nederlandse rapper Frenna. Deze versie met de titel Daar gaat ze (nooit verdiend) in thuisland België de 32e positie in de Vlaamse Ultratop 50. In de Vlaamse Radio 2 Top 30 werd geen notering behaald. In Nederland bereikte het lied de 12e positie in de Mega Top 30 op NPO 3FM. De Nederlandse Top 40 op Qmusic werd niet bereikt; de plaat bleef steken in de Tipparade.

## Hitnoteringen

### Vlaanderen
| Positie: | 10 | 5 | 1 | 1 | 3 | 6 | 2 | 5 | 5 | 9 | 9 | 13 | 18 | 21 | 36 | uit |

### NPO Radio 2 Top 2000
| Nummer met noteringen in de NPO Radio 2 Top 2000 | '99 | '00 | '01 | '02 | '03 | '04 | '05 | '06 | '07 | '08 | '09 | '10 | '11 | '12 | '13 | '14  | '15 | '16 | '17 | '18 | '19 | '20  | '21 | '22  | '23  | '24  |
| ------------------------------------------------ | --- | --- | --- | --- | --- | --- | --- | --- | --- | --- | --- | --- | --- | --- | --- | ---- | --- | --- | --- | --- | --- | ---- | --- | ---- | ---- | ---- |
| Daar gaat ze                                     | 267 | 219 | 230 | 378 | 272 | 263 | 246 | 284 | 253 | 253 | 464 | 529 | 596 | 677 | 921 | 1037 | 964 | 745 | 755 | 914 | 868 | 1026 | 957 | 1139 | 1183 | 1000 |

1. ↑  Een vetgedrukt getal geeft de hoogste notering aan.